# ممه پرلینی
مِـمِـه پرلینی (ایتالیایی: Memè Perlini؛ ۸ دسامبر ۱۹۴۷ – ۵ آوریل ۲۰۱۷) یک هنرپیشه، کارگردان فیلم اهل ایتالیا بود.
از فیلم‌ها یا برنامه‌های تلویزیونی که وی در آن نقش داشته‌است می‌توان به سرت را بدزد، احمق! و خانواده اشاره کرد.